# Obecnice

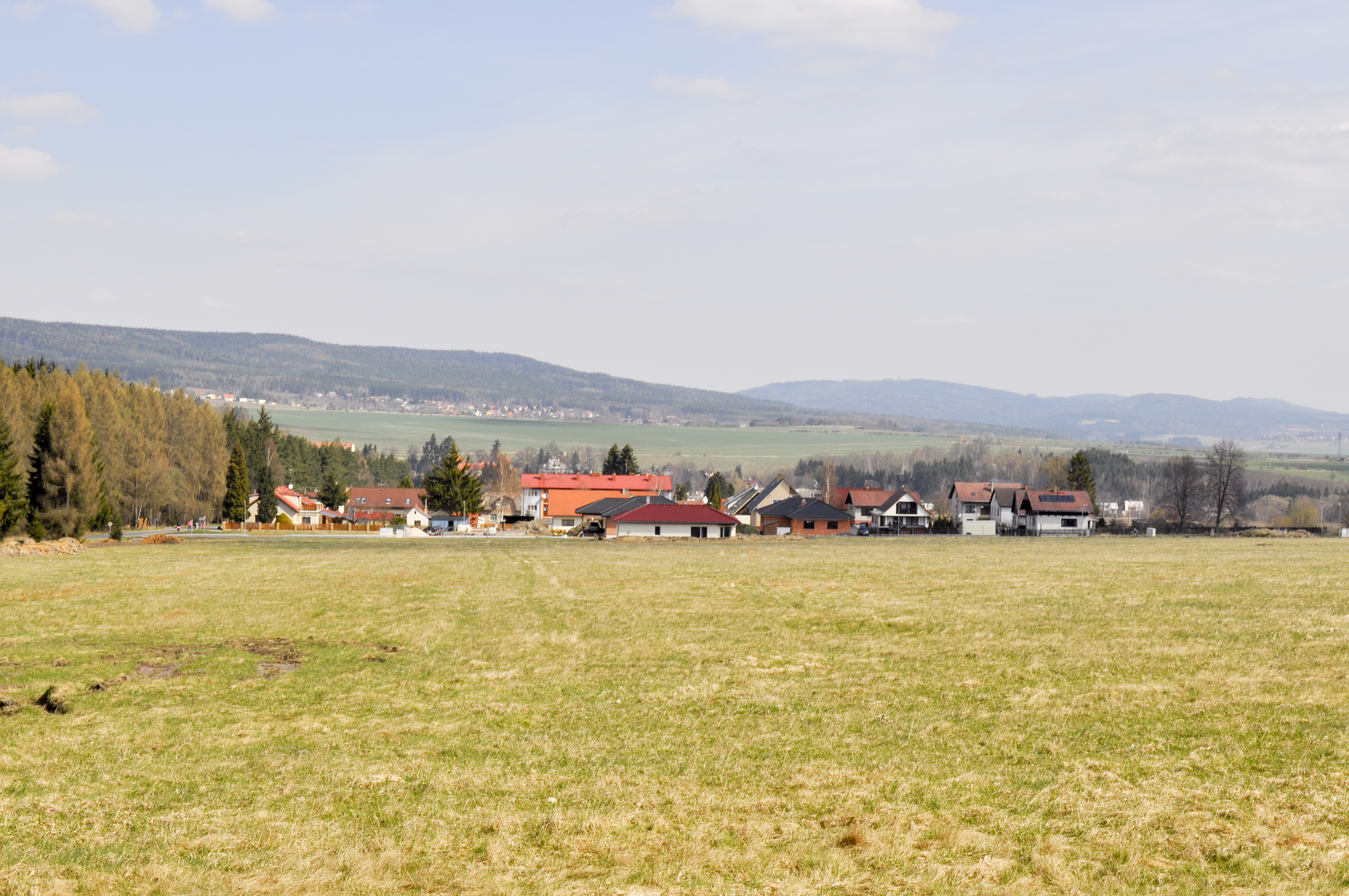
Blick von Westen auf Obecnice

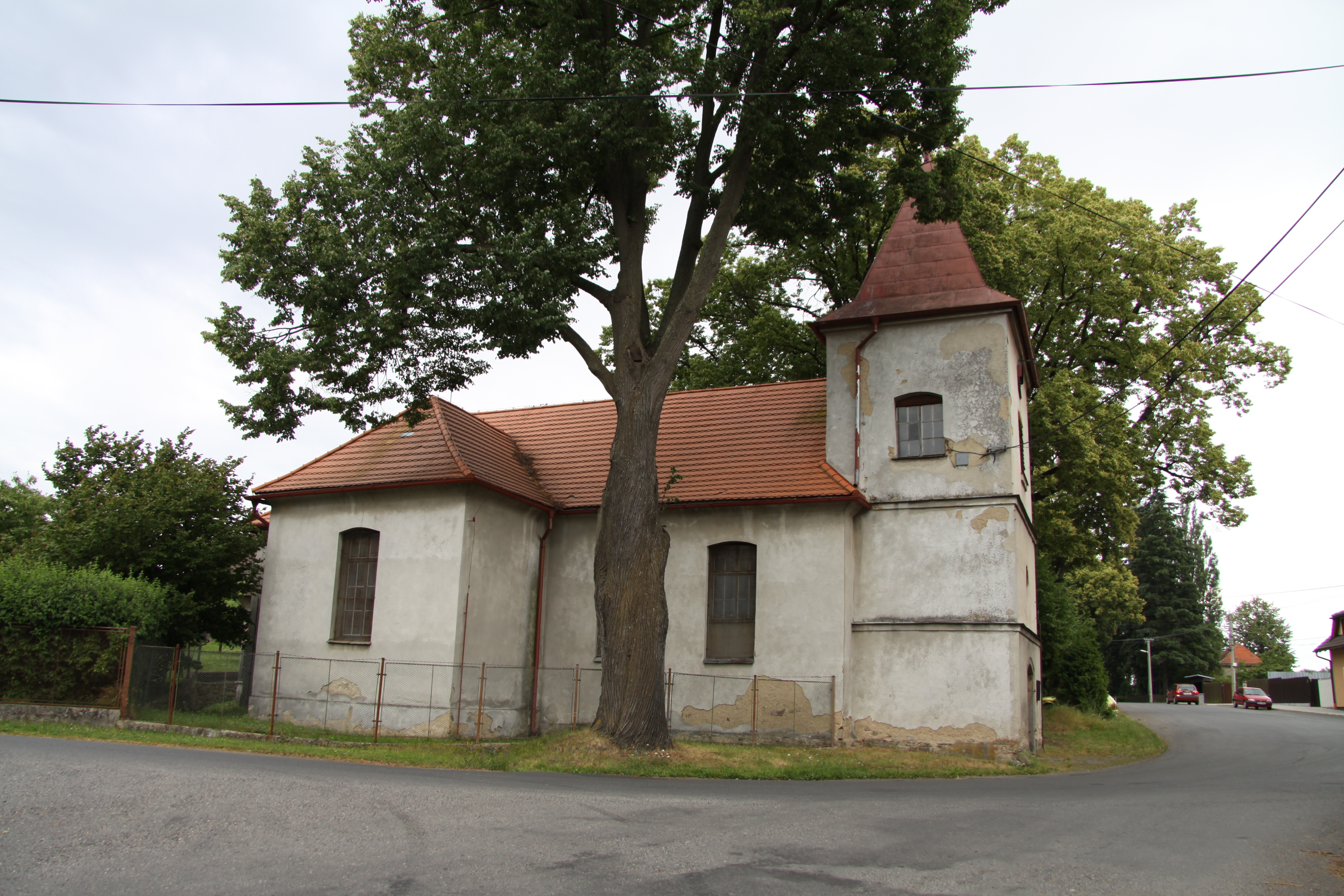
Kirche der hll. Simon und Judas

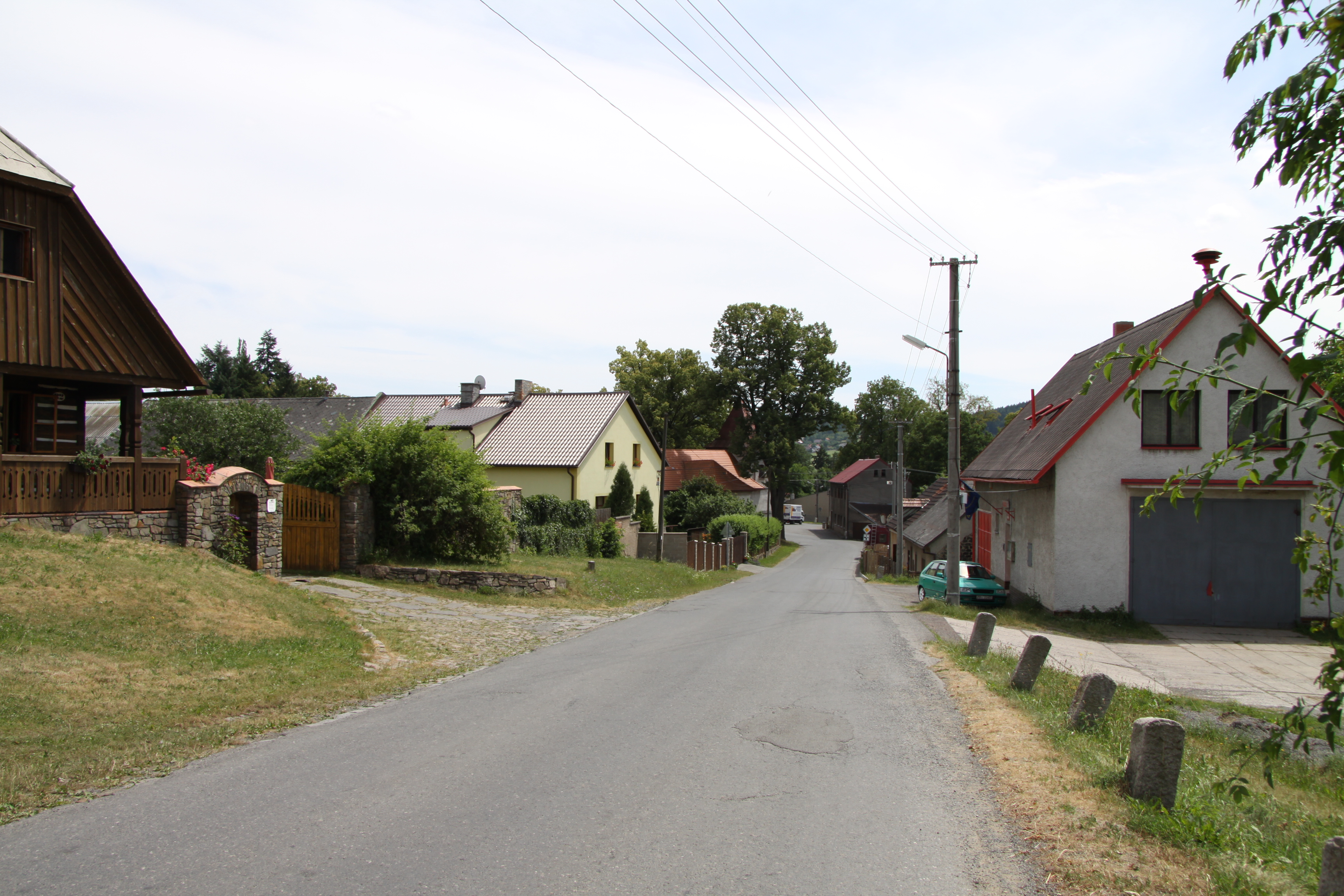
Ortsansicht

Obecnice (deutsch Obetznitz, früher auch Wobecnitz) ist eine Gemeinde in Tschechien. Sie liegt sechs Kilometer nordwestlich des Stadtzentrums von Příbram und gehört zum Okres Příbram.

## Geographie
Obecnice befindet sich östlich des ehemaligen Truppenübungsplatzes Brdy im Brdy. Das Dorf liegt im Tal des Baches Obecnický potok bzw. Čepkovský potok an der Einmündung des Albrechtický potok (Albrechtsbach). Westlich von Obecnice wird der Obecnický potok in der Talsperre Obecnice gestaut. Drei Kilometer südöstlich liegt das Areal der Kovohutě Příbram. Nördlich erhebt sich die Sádka (709 m n. m.), im Nordosten der V Dubkově (547 m n. m.), östlich der Čihadlo (511 m n. m.), im Südosten die Dubová hora (627 m n. m.), südlich die Malá Třemošná (701 m n. m.) und die Třemošná (779 m n. m.), im Südwesten die Ohrádka (747 m n. m.), der Klobouček (703 m n. m.) und der Brdce (839 m n. m.), westlich der Tok (865 m n. m.) sowie im Nordwesten die Černá skála (760 m n. m.) und die Brda (773 m n. m.).
Nachbarorte sind Malý Drahlín im Norden, Drahlín und Sádek im Nordosten, Hůrky, Šachta und Lhota u Příbramě im Osten, Nové Podlesí und Oseč im Südosten, Borek, Pod Třemošnou, Orlov und U Slaniny im Süden, U Prokopa, Žernová, Láz, Skelná Huť, Zalány und Nepomuk im Südwesten, Octárna, Tři Trubky und Strašice im Westen sowie Těně, Nová Ves, Kvaň und Malá Víska im Nordwesten. 

## Geschichte
Obecnice wurde wahrscheinlich am Übergang vom 13. zum 14. Jahrhundert gegründet. Zu dieser Zeit ließ das Bistum Prag die ihm gehörenden Wälder in der Gegend von Příbram mit Unterstützung des Zisterzienserklosters Königsaal besiedeln. Die Kolonisten kamen überwiegend aus Baiern. Da das Klosterarchiv 1420 bei der Zerstörung des Klosters durch die Hussiten vernichtet wurde, gibt es dafür jedoch keine urkundlichen Nachweise. Die erste schriftliche Erwähnung von Obycinie erfolgte im Jahre 1394. Nach dem Ausbruch der Hussitenkriege bemächtigte sich im Jahre 1419 Jan Zajíc von Valdek und Liteň der bischöflichem Herrschaft Příbram. Zur Finanzierung seiner Kriegszüge gegen die Hussiten eignete sich König Sigismund danach zahlreiche kirchliche Besitzungen an; darunter war auch die Herrschaft Příbram, die er 1421 an Jan Zajíc verkaufte. Die Herren Zajíc von Valdek hielten die Herrschaft bis zum Jahre 1544, danach erwarb sie Jan Bechinie von Lazan. Kaiser Maximilian II. überließ die Herrschaft Příbram 1560 an Maximilian Pavel Korka von Korkin. Drei Jahre später erwarben die Geschwister Eva von Lazan auf Pičín und Johanna von Lazan auf Horomyšlepice die Herrschaft. Nach dem Tode des Jan Bechinie von Lazan auf Příbram fielen dessen Güter 1580 an Christoph und Kaspar von Bechinie von Lazan auf Duschnik. 1592 vererbte Juliane Borowska von Lazan ihre Güter Wobecnitz, Deutsch Lhota, Bukowa, Pitschin, Rosowitz und Kotentschitz ihrer Tochter Ludmilla. Nachdem von Wenzel Bechinie von Lazans Söhne Jan und David im Jahre 1600 die wüste Feste Wobecnitz aus der väterlichen Hinterlassenschaft nicht angenommen hatten, fiel das Gut 1603 der Kammerherrschaft Dobřisch zu. Am 14. Juni 1630 verkaufte die Böhmische Kammer die Herrschaft Dobřisch mit dem angeschlossenen Gut Heiligfeld mit Ausschluss der Jagd auf Rot- und Schwarzwild erblich an den Oberstjäger der Königreiches Böhmen, Bruno von Mansfeld und Heldrungen.  Nachfolgender Besitzer war ab 1644 Franz Maximilian von Mansfeld. Aus der berní rula des Podbrder Kreises ist ersichtlich, dass in der Mitte des 17. Jahrhunderts in Wobecnitz eine Eisenhütte betrieben wurde; wegen der Zehntforderungen der Burggrafschaft Příbram von den zugehörigen Eisensteingruben gab es zu dieser Zeit einen Rechtsstreit. 1692 erbte Franz Maximilians Sohn Karl Franz Anton von Mansfeld die Herrschaft, ihm folgte 1717 dessen Sohn Heinrich. Bis 1714 gehörte das Dorf zum Podbrder Kreis, danach wurde es Teil des Berauner Kreises. Nach dem Tode des Heinrich von Mansfeld fiel dessen Erbe 1780 seinem Sohn Joseph Wenzel zu, der sechs Wochen später ohne Nachkommen verstarb. Damit erlosch das Geschlecht im Mannesstamme, die Herrschaft Dobřisch erbte Joseph Wenzels Schwester Maria Isabella. Es erfolgte die Namens- und Wappenvereinigung mit der Familie ihres Ehemannes Franz de Paula Gundaker von Colloredo-Waldsee-Mels zum Geschlecht Colloredo-Mannsfeld. Nach Maria Isabellas Tod im Jahre 1794 erbte ihr Sohn Rudolph Joseph II. die Güter. Nach dem Tode des kinderlosen Rudolf Joseph II. von Colloredo-Mannsfeld fiel die Herrschaft 1844 dessen Neffen Franz de Paula Gundaccar II. von Colloredo-Mannsfeld zu. Als die Bevölkerung zunahm, wurde der Dorfplatz mit vier Anwesen und einem Armenhaus bebaut. 
Im Jahre 1846 bestand das als Exklave außerhalb des übrigen Herrschaftsgebietes gelegene Dorf Obetznitz bzw. Obecnice aus 123 Häusern mit 1148 Einwohnern, darunter zwei jüdischen Familien. Im Ort gab es eine öffentliche Kapelle, eine Schule und eine Mühle. Abseits lagen das Hegerhaus Třebošna (Pod Třemošnou) sowie im Tal der Litawa ein obrigkeitliches Schichtamt, ein Hochofen und mehrere Eisenhämmer. Pfarrort war Příbram. Bis zur Mitte des 19. Jahrhunderts blieb Obetznitz der Herrschaft Dobřisch untertänig.
Nach der Aufhebung der Patrimonialherrschaften bildete Obecnice/Obetznitz ab 1850 mit dem Ortsteil Borek sowie den Ansiedlungen Skelná Huť und Žernová eine Gemeinde im Gerichtsbezirk Příbram. Ab 1868 gehörte das Dorf zum Bezirk Příbram. 1930 erwarb der tschechoslowakische Staat im Zuge der Errichtung des Artillerieschießplatzes Brdy von den Fürsten Colloredo-Mannsfeld die Wälder auf dem Brdy westlich von Obecnice. Damit fiel Skelná Huť dem Schießplatz zu, während Žernová und U Prokopa zu Exklaven am Rande des Militärgebietes wurden. Im Jahre 1932 hatte Obecnice 1449 Einwohner. Im Zuge der Vereinigung von Horní Láz und Dolní Láz zur Gemeinde Láz wurden Žernová und U Prokopa 1950 von Obecnice nach Láz umgemeindet. Am 1. Jänner 1976 erfolgte die Eingemeindung von Oseč. Mit der Auflösung des Truppenübungsplatzes Brdy erweiterte sich 2016 das Gemeindegebiet nach Westen um den Katastralbezirk Obecnice v Brdech.

## Gemeindegliederung
Die Gemeinde Obecnice besteht aus den Ortsteilen und Katastralbezirken Obecnice (Obetznitz) und Oseč (Wossetsch). Zu Obecnice gehören außerdem die Ansiedlungen Borek und Šachta sowie die Einschicht Pod Třemošnou.

## Sehenswürdigkeiten
- Kirche der hll. Simon und Judas, 1958 wurde sie zum Kulturdenkmal erklärt.[6]
- Talsperre Obecnice am Obecnický potok bei Octárna, die Trinkwassertalsperre wurde in den Jahren 1962–1964 errichtet.

## Söhne und Töchter der Gemeinde
- Zdeněk Dušek (* 1942), Schauspieler